# Уинфилд, Пол
Пол Э́двард Уи́нфилд (англ. Paul Edward Winfield; 22 мая 1939, Лос-Анджелес, Калифорния — 7 марта 2004, Лос-Анджелес, Калифорния) — американский актёр театра, кино, телевидения и озвучивания.

## Биография
Пол Эдвардс родился 22 мая 1939 года (в некоторых источниках — 1941 года) в Лос-Анджелесе. Его мать, Луис Беатрис Эдвардс, работала профсоюзным организатором по швейной линии, а отчим (пришёл в семью, когда Полу было восемь лет), Кларенс Уинфилд, — сборщиком мусора и строителем, он, усыновив, дал свою фамилию Полу. Среднее образование Пол получил в Manual Arts High School и Los Angeles City College, высшее — в примерно десятке университетов разных штатов, больше всего времени отучился в Портлендском (англ. University of Portland), Стэнфордском и в Калифорнийском университетах.
В 1965 году впервые появился на экранах телевизоров в сериале «Перри Мейсон», впервые на широком экране появился в 1967 году в картине Who’s Minding the Mint?, однако там он даже не был указан в титрах, в 1969 году первый раз получил заметную роль в ленте «Потерянный». Всего за 38 лет своей кино-карьеры Пол Уинфилд сыграл почти в 120 фильмах и сериалах, озвучил персонажей нескольких мультфильмов. Пожизненный член Актёрской студии.
На протяжении многих лет Пол играл в театрах, но на Бродвее выступал лишь в одной постановке — «Полный крах» в 1988 году.
Последние годы Пол страдал от ожирения и сахарного диабета. Скончался 7 марта 2004 года в Лос-Анджелесе от инфаркта миокарда. Похоронен на кладбище Голливуд-Хиллс.

### Личная жизнь
Пол Уинфилд был открытым геем, его партнёром с 1972 года был архитектор Чарльз Джиллан-младший (1951—2002), который скончался от рака костей, похоронен там же на Голливуд-Хиллс.

## Награды и номинации
- 1973 — «Оскар» в номинации «Лучшая мужская роль» в фильме «Саундер» (1972) — номинация.
- 1978 — Прайм-тайм премия «Эмми» в номинации «Лучшая мужская роль в мини-сериале или фильме» в мини-сериале «Мартин Лютер Кинг» — номинация.
- 1979 — Прайм-тайм премия «Эмми» в номинации «Лучшая мужская роль в мини-сериале или фильме» в мини-сериале «Корни: Следующие поколения» — номинация.
- 1982 — NAACP Image Award в номинации «Лучший актёр в телефильме, мини-сериале или драме» в мини-сериале The Sophisticated Gents — победа.
- 1995 — Прайм-тайм премия «Эмми» в номинации «Лучший приглашённый актёр в драматическом телесериале» в сериале «Застава фехтовальщиков» — победа.
- 1997 — Дневная премия «Эмми» в номинации «Лучшее появление в детском фильме» в фильме «Легенда о Человеке-аллигаторе» — номинация.
- 1999 — Кинофестиваль в Сент-Луисе — «Пожизненная награда за достижения».
- 2004 — Black Reel Awards в номинации «Лучший телевизионный актёр второго плана» в фильме «Саундер» (2003) — номинация.

## Избранная фильмография

### Кино
- 1967 — / англ. Who's Minding the Mint? — мусорщик (в титрах не указан)
- 1970 — Революция в минуту / R. P. M. — Стив Демпси
- 1971 — Брат Джон / Brother John — Генри Биркарт
- 1972 — / Trouble Man — Чаки Прайс
- 1972 — Саундер / Sounder — Натан Ли Морган
- 1974 — Конрак / англ. Conrack — Безумный Билли
- 1974 — Гекльберри Финн / Huckleberry Finn — Джим[англ.], беглый раб
- 1975 — Грязное дело / Hustle — сержант Луи Белгрейв
- 1977 — Проклятая долина / Damnation Alley — Киган
- 1977 — Величайший / The Greatest — адвокат
- 1977 — Последний отблеск сумерек / англ. Twilight's Last Gleaming — Уиллис Пауэлл
- 1978 — / A Hero Ain’t Nothin' but a Sandwich — дворецкий
- 1981 — Копия в негативе / Carbon Copy — Боб Гарви
- 1982 — Белый пёс / White Dog — Киз
- 1982 — Звёздный путь 2: Гнев Хана / Star Trek II: The Wrath of Khan — капитан Кларк Террелл
- 1984 — Терминатор / The Terminator — лейтенант Эд Трекслер
- 1986 — Блу-сити / Blue City — Лютер Рейнолдс
- 1987 — Смерть превыше бесчестья / Death Before Dishonor — посол
- 1987 — Крупные специалисты / Big Shots — Джонни Ред
- 1988 — Змей и радуга / The Serpent and the Rainbow — Люсьен Селин
- 1990 — Презумпция невиновности / Presumed Innocent — Ларрен Литтл, судья
- 1993 — Скалолаз / Cliffhanger — Уолтер Райт
- 1993 — Деннис-мучитель / Dennis the Menace — шеф полиции
- 1996 — Горячий город / англ. Original Gangstas — преподобный Дорси
- 1996 — Марс атакует! / Mars Attacks! — генерал Кейси
- 1996 — Легенда о Человеке-аллигаторе / англ. The Legend of Gator Face — Боб
- 2001 — Вегас — город мечты / англ. Vegas, City of Dreams — Эдгар Джонс
- 2002 — Секунда до смерти / англ. Second to Die — детектив Грейди

### Телевидение
- 1965 — Перри Мейсон / Perry Mason — Митч (в одном эпизоде)
- 1966 — Дактари / англ. Daktari — Рой Кимба (в двух эпизодах)
- 1966 — Человек от Д.Я.Д.И. / англ. The Man from U.N.C.L.E. — (в одном эпизоде)
- 1967 — Ковбой в Африке / англ. Cowboy in Africa — Кабуту (в одном эпизоде)
- 1968 — Миссия невыполнима / англ. Mission: Impossible — Клаус (в одном эпизоде)
- 1968, 1972 — Айронсайд / Ironside — разные роли (в двух эпизодах)
- 1969 — Менникс / англ. Mannix — Уолтер Лукас (в одном эпизоде)
- 1969—1970 — Джулия / Julia — Пол Камерон (в трёх эпизодах)
- 1978 — Мартин Лютер Кинг / King — Мартин Лютер Кинг
- 1979 — Корни: Следующие поколения / англ. Roots: The Next Generations — доктор Гораций Хьюджли (в одном эпизоде)
- 1981 — / англ. The Sophisticated Gents — Ричард «Баблз» Уиггинс
- 1982 — Голубое и серое / The Blue and the Gray — Джонатан Генри
- 1984 — Каскадёры / The Fall Guy — Берт Перкинс (в одном эпизоде)
- 1985 — Она написала убийство / Murder, She Wrote — лейтенант Старки (в одном эпизоде)
- 1987—1988 — / англ. The Charmings — Зеркало (в девятнадцати эпизодах)
- 1988—1990 — 227 / 227 — Джулиан Барлоу и Малкольм Финк (в двадцати одном эпизоде)
- 1989 — Умник / Wiseguy — Айзек Туайн (в шести эпизодах)
- 1990 — Закон Лос-Анджелеса / L.A. Law — Деррон Холлоуэй (в четырёх эпизодах)
- 1991 — Дела семейные / англ. Family Matters — Джимми Байенс (в одном эпизоде)
- 1991 — Звёздный путь: Следующее поколение / Star Trek: The Next Generation — капитан Датон (в одном эпизоде)
- 1994 — Скарлетт / Scarlett — Большой Сэм (в одной серии)
- 1994 — Застава фехтовальщиков / Picket Fences — Гарольд Нэнс, судья (в двух эпизодах)
- 1995 — Майк Тайсон / Tyson — Дон Кинг, бокс-промоутер
- 1995 — Вавилон-5 / Babylon 5 — генерал Ричард Франклин (в одном эпизоде)
- 1995 — Белый карлик / White Dwarf — доктор Акада
- 1995—1999, 2002—2003 — Прикосновение ангела / Touched by an Angel — Сэм (в тринадцати эпизодах)
- 1996 — Второй Ной / англ. Second Noah — Рамзес (в одном эпизоде)
- 1998 — Крутой Уокер: правосудие по-техасски / Walker, Texas Ranger — Роско Джонс, пастор (в одном эпизоде)
- 2002 — Расследование Джордан / Crossing Jordan — доктор Филлип Сандерс (в одном эпизоде)

### Озвучивание мультфильмов
- 1995 — Сказочные истории для всех детей / англ. Happily Ever After: Fairy Tales for Every Child — отец (в одном эпизоде)
- 1995—1996 — Гаргульи / Gargoyles — Джеффри Роббинс (в трёх эпизодах)
- 1996—1997 — Волшебный школьный автобус / The Magic School Bus — мистер Рюл (в четырёх эпизодах)
- 1996, 1998 — Симпсоны / The Simpsons — Лючиос Сладкий (в двух эпизодах)[7]
- 1997 — Человек-паук / Spider-Man — Чёрный Марвел (англ. Black Marvel) и Омар Мосли (в трёх эпизодах)
- 1999—2000 — Бэтмен будущего / Batman Beyond — Сэм Янг (в трёх эпизодах)